# Stygnomma spinipalpe
Stygnomma spinipalpe is een hooiwagen uit de familie Stygnommatidae.